# Pardūn
Pardūn (persiska: پردون) är en ort i Iran.   Den ligger i provinsen Khorasan, i den östra delen av landet, 800 km öster om huvudstaden Teheran. Pardūn ligger 2 045 meter över havet och antalet invånare är 498.
Terrängen runt Pardūn är lite bergig, och sluttar norrut.Runt Pardūn är det glesbefolkat, med 11 invånare per kvadratkilometer. Närmaste större samhälle är Zohān, 8,6 km väster om Pardūn. Trakten runt Pardūn är ofruktbar med lite eller ingen växtlighet.